# Gran Premio de Llodio 2010
El LXI Gran Premio de Llodio (XVI Clásica de Álava) fue una carrera ciclista que se disputó el sábado 24 de abril de 2010, por el recorrido habitual de esta carrera, sobre un trazado de 172,3 km.
La prueba perteneció al UCI Europe Tour de los Circuitos Continentales UCI, dentro de la categoría 1.1.
Participaron 14 equipos. Los 3 equipos españoles de categoría UCI ProTour (Euskaltel-Euskadi, Caisse d'Epargne y Footon-Servetto); los 2 de categoría Profesional Continental (Xacobeo Galicia y Andalucía-CajaSur); y los 3 de categoría Continental (Orbea, Caja Rural y Burgos 2016-Castilla y León). En cuanto a representación extranjera, estuvieron 6 equipos: los Profesional Continental del Saur-Sojasun y Carmiooro-NGC y los Continentales del Café de Colombia-Colombia es Pasión, Centro Ciclismo de Loule-Louletano, Palmeiras Resort-Prio y Heraklion Kastro-Murcia. Formando así un pelotón de 127 ciclistas, con entre 10 y 7 corredores por equipo, de los que finalizaron 89.
El ganador final fue Ángel Vicioso (quien también se hizo con la clasificación de la montaña) por delante de Marcos García y Jérôme Coppel, respectivamente. Tras vencer al sprint en el pequeño grupo de cinco corredores que se formó en el descenso del último puerto.
En las otras clasificaciones secundarias se impusieron Egoitz García (metas volantes), Tino Zaballa (sprints especiales) y Saur-Sojasun (equipos).

## Clasificación final
| \| Posición \| Ciclista \| Equipo \| Tiempo \| \| -------- \| ------------------- \| --------------------------- \| ---------- \| \| 1. \| Ángel Vicioso \| Andalucía-CajaSur \| 4h 07' 53" \| \| 2. \| Marcos García \| Xacobeo Galicia \| m.t. \| \| 3. \| Jérôme Coppel \| Saur-Sojasun \| m.t. \| \| 4. \| Fabricio Ferrari \| Caja Rural \| m.t. \| \| 5. \| Tino Zaballa \| Loulé-Louletano \| m.t. \| \| 6. \| Cyril Bessy \| Saur-Sojasun \| + 18" \| \| 7. \| Egoitz García \| Caja Rural \| + 27" \| \| 8. \| Aitor Pérez Arrieta \| Footon-Servetto \| m.t. \| \| 9. \| Diego Gallego \| Burgos 2016-Castilla y León \| + 50" \| \| 10. \| Michał Kwiatkowski \| Caja Rural \| m.t. \| |                     |                             |            |
| Posición | Ciclista            | Equipo                      | Tiempo     |
| 1. | Ángel Vicioso       | Andalucía-CajaSur           | 4h 07' 53" |
| 2. | Marcos García       | Xacobeo Galicia             | m.t.       |
| 3. | Jérôme Coppel       | Saur-Sojasun                | m.t.       |
| 4. | Fabricio Ferrari    | Caja Rural                  | m.t.       |
| 5. | Tino Zaballa        | Loulé-Louletano             | m.t.       |
| 6. | Cyril Bessy         | Saur-Sojasun                | + 18"      |
| 7. | Egoitz García       | Caja Rural                  | + 27"      |
| 8. | Aitor Pérez Arrieta | Footon-Servetto             | m.t.       |
| 9. | Diego Gallego       | Burgos 2016-Castilla y León | + 50"      |
| 10. | Michał Kwiatkowski  | Caja Rural                  | m.t.       |